# Das Experiment (Strugazki)
Das Experiment (OT: russisch Град обреченный, transkribiert Grad obretschenny) ist ein Science-Fiction-Roman von Arkadi und Boris Strugazki. Er wurde zwischen 1969 und 1975 verfasst, konnte aber erst 1989 veröffentlicht werden.

## Inhalt

### Handlung und Stil
In dem Roman geht es um die Bewohner einer Stadt, die Handlungsort eines seltsamen Experiments unbekannter Art ist. Andrej Woronin, ein freiwilliger Teilnehmer, lebt dort und trachtet danach, seine ideologisch oktroyierten Denkkategorien zu verbreiten – deren Prüfung letztlich bis zur Frage nach dem Sinn des Lebens abstrahiert wird. Das ist aber an diesem Ort schwer, denn „das Experiment ist das Experiment“ und ist der Grund für viele obskure Vorkommnisse. So wird die Stadt ohne erkenntlichen Grund von Pavianen überrannt; die Sonne (bzw. das, was als Sonne dient) wird zur Erzeugung eines künstlichen Tag-/Nacht-Zyklus abends aus- und morgens wieder eingeschaltet – es kann aber auch vorkommen, dass die Sonne 14 Tage ausgeschaltet bleibt; das Rote Gebäude taucht jeden Abend aus dem Nichts auf und verschwindet frühmorgens wieder – einmal nach einer virtuellen Partie Schach. Quer durch das Land zieht sich eine scheinbar endlos hohe und daher unüberwindliche gelbe Mauer und dergleichen mehr.
Noch mysteriöser ist allerdings die Herkunft der freiwilligen Teilnehmer des Experimentes. Diese stammen nämlich nicht nur aus den verschiedensten Ländern, sondern auch aus den verschiedensten zeitlichen Epochen. Trotzdem ist eine normale verbale Kommunikation möglich: scheinbar spricht jeder die Muttersprache des Anderen. Die Hauptperson Andrej Woronin etwa ist ein russischer Stellarastronom aus den 1950er Jahren, wohingegen sein Freund Fritz Geiger ein deutscher Wehrmachtsunteroffizier ist, der kurz nach dem Zweiten Weltkrieg zum Experiment stieß. Weitere Personen stammen aus den 60er und 70er Jahren. Eine der Regeln des Experiments ist die permanente, zufällige Berufsrotation aller Bürger, quer durch die sozialen Schichten, vom Klempner bis zu den höchsten Machtpositionen. Ein in Sprechweise und Umgangsformen eigenartiger persönlicher „Mentor“ (ähnlich der Figur „Kamillo“ in „Der ferne Regenbogen“ von A. und B. Strugazki) überrascht Andrej an Wendepunkten der Geschichte, sorgt aber unfreiwillig meist nur für weitere Verwirrung.
Zu Beginn des Romans ist die Hauptfigur Andrej noch ein einfacher Müllfahrer, wird jedoch danach zunächst Kriminalbeamter und später Chefredakteur einer Zeitung. Nach einem Putsch von Fritz Geiger und seinen Anhängern, der den Bürgermeister und die alte Hierarchie absetzt und zum Präsidenten wird, steigt auch Andrej in der sozialen Hierarchie weiter auf und wird einer der Berater des Präsidenten Geiger (quasi Forschungsminister). Schließlich startet eine gefährliche wissenschaftliche Expedition in den unbekannten Norden, die er als Leiter anführt. Nur er und ein enger Freund bleiben übrig und quälen sich durch unendliche Wüsten, und der Leser sieht sich vor einer Analyse des Universums, der Schöpfung oder der Zivilisation; Symbol dafür ist ein sich analog zu den großen Veränderungen der Kultur sowie dem weitreichenden Einzelbeitrag eines Menschen architektonisch variabler, nie fertiger Turm oder Tempel. Die Menschen stellen sich als Architekten oder Arbeiter, Priester oder Wallfahrer dar. Obwohl Rückschritte zu beklagen sind, erweist sich diese Konstruktion im Resultat als unzerstörbar. Nach einem kurzen Aufenthalt in einer Oase, oder sogar dem Garten Eden – der nur rückblickend, fast halluzinatorisch, erwähnt wird –, ziehen die Wanderer freiwillig weiter. Auf den letzten Seiten, eventuell im Jenseits oder einer Todesfantasie, hat der Mentor das letzte Wort, und Andrej hat den ersten ontologischen Kreis beschrieben…
„Das Experiment“ ist ein intellektuelles Buch, das sich fast ausschließlich mit politischen, ideologischen oder geschichtsphilosophischen Reflexionen Andrejs beschäftigt. Trotzdem wird die Handlung vorangetrieben, und es entwickeln sich idyllische Momente. Beim Lesen wird schnell klar, dass es sich nur um hypothetische Fragen, Ideen oder Bilder handelt, die nicht entschieden werden können.

## Sonstiges
- ISBN 3-453-21529-X
- Das Buch wurde auch unter dem Titel Stadt der Verdammten verkauft, während eine wörtliche Übersetzung des Originaltitels etwa Die verdammte Stadt wäre[2].
- Eine Textfassung, die von Erik Simon nach der ungekürzten und unzensierten Originalversion ergänzt wurde, erschien 2010 in der sechsbändigen Werkausgabe: Arkadi und Boris Strugatzki, Werkausgabe. Band 2, ISBN 978-3-453-52631-0, S. 391–857.